# Cal Giral
Cal Giral o Cal Porredon és una obra de Cervera (Segarra) protegida com a Bé Cultural d'Interès Local.

## Descripció
Situat al nucli antic de la ciutat, formant part dels edificis que envolten la plaça Major, característica pels seus porxos. Edifici plurifamiliar entre mitgeres, desenvolupat en planta baixa amb tres voltes i tres plantes. Originàriament es tractava de dues cases, per la qual cosa queda diferenciada la part de l'esquerra, amb dos nivells verticals d'obertures, i la part de la dreta, amb una sola crugia. A la part esquerra, les dues primeres plantes tenen balcons i la tercera dues finestres, mentre que la part dreta presenta un balcó a cada una de les tres plantes. Les voltes són amb pilars de pedra de secció quadrada amb base i capitell, jàsseres i bigues de fusta.